# 대원군 (소설)
대원군(大院君)은 1965년에 발표된 대한민국 소설가 유주현(柳周鉉)의 장편 대하 역사 소설이다.

## 작품 관련
이 소설 작품은 흥선대원군 이하응(興宣大院君 李昰應)의 일대기를 다룬 작품이다.

## 영화 작품 리메이크 관련
이 소설 작품은 발표된지 불과 3년 후 1968년 신상옥 감독에 의하여 영화화되기도 하였다.